# Esclavelles
Esclavelles és un municipi francès situat al departament del Sena Marítim i a la regió de Normandia. L'any 2007 tenia 362 habitants.

## Demografia

### Població
El 2007 la població de fet d'Esclavelles era de 362 persones. Hi havia 138 famílies de les quals 28 eren unipersonals (20 homes vivint sols i 8 dones vivint soles), 51 parelles sense fills, 55 parelles amb fills i 4 famílies monoparentals amb fills.
La població ha evolucionat segons el següent gràfic:
Habitants censats

### Habitatges
El 2007 hi havia 151 habitatges, 136 eren l'habitatge principal de la família, 7 eren segones residències i 8 estaven desocupats. 148 eren cases i 1 era un apartament. Dels 136 habitatges principals, 121 estaven ocupats pels seus propietaris i 16 estaven llogats i ocupats pels llogaters; 1 tenia dues cambres, 20 en tenien tres, 43 en tenien quatre i 73 en tenien cinc o més. 100 habitatges disposaven pel capbaix d'una plaça de pàrquing. A 71 habitatges hi havia un automòbil i a 61 n'hi havia dos o més.

### Piràmide de població
La piràmide de població per edats i sexe el 2009 era:
| Homes | Edats   | Dones |
| ----- | ------- | ----- |
| 0     | 95 o +  | 0     |
| 0     | 90 a 94 | 0     |
| 4     | 85 a 89 | 0     |
| 0     | 80 a 84 | 4     |
| 4     | 75 a 79 | 8     |
| 4     | 70 a 74 | 4     |
| 8     | 65 a 69 | 4     |
| 12    | 60 a 64 | 20    |
| 8     | 55 a 59 | 4     |
| 12    | 50 a 54 | 16    |
| 20    | 45 a 49 | 12    |
| 8     | 40 a 44 | 0     |
| 4     | 35 a 39 | 12    |
| 12    | 30 a 34 | 16    |
| 8     | 25 a 29 | 4     |
| 4     | 20 a 24 | 4     |
| 0     | 15 a 19 | 12    |
| 4     | 10 a 14 | 4     |
| 4     | 5 a 9   | 12    |
| 12    | 0 a 4   | 4     |

## Economia
El 2007 la població en edat de treballar era de 229 persones, 171 eren actives i 58 eren inactives. De les 171 persones actives 161 estaven ocupades (92 homes i 69 dones) i 10 estaven aturades (6 homes i 4 dones). De les 58 persones inactives 15 estaven jubilades, 16 estaven estudiant i 27 estaven classificades com a «altres inactius».

### Ingressos
El 2009 a Esclavelles hi havia 139 unitats fiscals que integraven 376 persones, la mediana anual d'ingressos fiscals per persona era de 17.408,5 €.

### Activitats econòmiques
Dels 16 establiments que hi havia el 2007, 1 era d'una empresa de fabricació de material elèctric, 1 d'una empresa de fabricació d'altres productes industrials, 2 d'empreses de construcció, 5 d'empreses de comerç i reparació d'automòbils, 4 d'empreses de transport, 1 d'una empresa d'hostatgeria i restauració, 1 d'una empresa immobiliària i 1 d'una empresa de serveis.
L'únic servei als particulars que hi havia el 2009 era una fusteria.
L'any 2000 a Esclavelles hi havia 19 explotacions agrícoles que ocupaven un total de 530 hectàrees.

## Equipaments sanitaris i escolars
El 2009 hi havia una escola elemental integrada dins d'un grup escolar amb les comunes properes formant una escola dispersa.

## Poblacions més properes
El següent diagrama mostra les poblacions més properes.